# Lebrija
Lebrija és una localitat de la província de Sevilla, Andalusia, Espanya. L'any 2005 tenia 24.866 habitants. La seva extensió superficial és de 372 km² i té una densitat de 66,8 hab/km². Les seves coordenades geogràfiques són 36° 55′ N, 6° 04′ O. Està situada a una altitud de 36 metres i a 78 kilòmetres de la capital de la província, Sevilla. Limita amb els municipis de Las Cabezas de San Juan, Trebujena, Arcos de la Frontera, Jerez de la Frontera i El Cuervo de Sevilla.